# Galgate

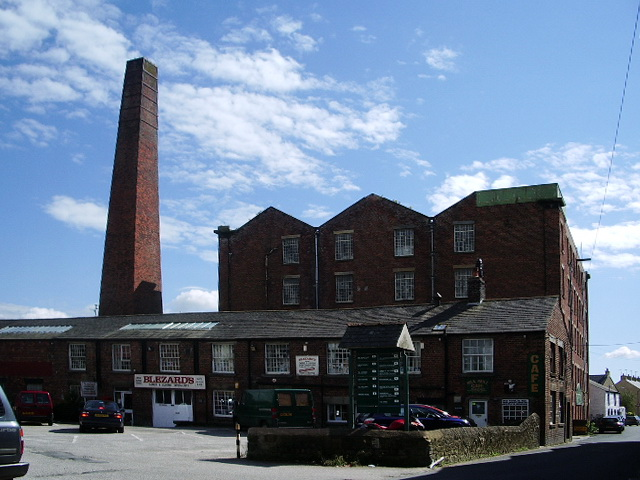
Galgate Silk Mill

Galgate ist ein Ort in Lancashire, England. Der liegt knapp 5 km südlich der Stadt Lancaster und genau am südlichen Ende des Campus der Lancaster University.
Von den 1830er Jahren bis 1971 wurde in Galgate Seide gesponnen. English Heritage führt heute die Gebäude zweier dieser Spinnereien als Grade-II-listed-building. Die eine Spinnerei wurde 1830 von einer wassergetriebenen Kornmühle zu seiner Spinnerei umgebaut und stellte 1971 ihren Betrieb ein, der andere Betrieb wurde 1852 als Spinnerei gebaut und dient heute als Lagerhaus.
Der River Conder wird in Galgate unter dem Lancaster Canal hindurchgeführt, an dem es hier einen Hafen für die Kanalboote gibt.
Der Ort hatte bis 1939 einen Bahnhof der als Lancaster and Preston Junction Railway gegründeten Eisenbahnlinie, heute führt die West Coast Main Line ohne Halt durch den Ort und der nächste Bahnhof befindet sich in Lancaster.